# Vụ sát hại Greg Gunn
Vụ sát hại Greg Gunn là vụ việc viên cảnh sát da trắng Aaron Cody Smith bắn chết người đàn ông gốc Phi tên Greg Gunn vào sáng sớm ngày 25 tháng 2 năm 2016 tại thành phố Montgomery, tiểu bang Alabama, Hoa Kỳ. Mọi chuyện bắt đầu từ việc Smith yêu cầu khám xét người của Gunn nhưng ông lại bỏ chạy. Trong lúc đuổi theo, viên cảnh sát đã vô ý bắn Gunn khiến nạn nhân chết ngay tại chỗ. Sau đó Smith bị buộc tội giết người và bị đại bồi thẩm đoàn truy tố vào năm 2016. Cuối năm 2019, vụ án này được dời đến Ozark, Alabama để xét xử. Khép lại vụ xét xử, bồi thẩm đoàn đã kết án Smith tội ngộ sát với bản án 14 năm tù vào tháng 1 năm 2020.

## Nạn nhân
Gregory Gunn là một người Mỹ gốc Phi 58 tuổi, sống cùng với mẹ tại khu Mobile Heights ở Montgomery, Alabama. Vào thời điểm xảy ra án mạng, khu hàng xóm nơi ông ở đã xuất hiện một vài vụ trộm. Theo lời kể của cảnh sát Smith, Gunn trông giống với tên nghi phạm được mô tả là "có quần áo tối màu, là nam giới người da đen".

## Đối đầu
Khoảng 3:20 sáng ngày 25 tháng 2 năm 2016, Gunn (không mang vũ khí) đang đi bộ về nhà sau khi chơi ván bài thì bắt gặp cảnh sát Smith đang đi tuần quanh khu phố. Khi nhìn thấy Gunn, Smith chặn ông lại và yêu cầu tiến hành khám người; ngay lúc chạm mặt, Gunn liền lập tức bỏ chạy. Smith đuổi theo Gunn và cố gắng sử dụng súng điện để chặn ông lại nhưng không thành công, thế là viên cảnh sát bắt đầu tấn công Gunn bằng dùi cui đem bên mình. Theo lời khai của Smith, Gunn sau đó đã nhặt lấy một cây sào dài của thợ sơn khiến Smith rút vũ khí công vụ ra rồi nổ súng để tự vệ. Tổng cộng, Smith đã bắn ra bảy viên đạn và trúng Gunn năm phát khiến nạn nhân tử vong ngay tại chỗ.

## Phiên tòa
Smith bị tạm đình chỉ công tác sau vụ việc. Một tuần sau đó anh bị bắt và buộc tội giết người sau cuộc điều tra do Cục Điều tra Alabama tiến hành. Tháng 11 năm 2016, một đại bồi thẩm đoàn đã truy tố Smith tội giết người. Ban đầu, anh sẽ bị xét xử ở Montgomery, nhưng theo yêu cầu của luật sư bào chữa cho Smith, phiên tòa đã được chuyển đến Ozark ở Quận Dale. Đây là một quận có đa số cư dân là người da trắng. Trong lúc yêu cầu di dời địa điểm xử án, các luật sư bào chữa cho viên cảnh sát nói rằng vấn đề định kiến chủng tộc ở Montgomery, việc phương tiện truyền thông đưa tin về vụ xả súng và hành động của các quan chức thành phố đều sẽ tác động đến bồi thẩm đoàn. Họ mô tả Smith là "sĩ quan Montgomery đầu tiên và duy nhất từng bị bắt và buộc tội ngay lập tức sau một vụ xả súng có liên quan đến cảnh sát."  Cũng trong thời gian này, tám thẩm phán đã rút lui khỏi phiên tòa.
Trong phiên tòa, Smith khai rằng Gunn đã nắm lấy một cây sào kim loại dài của thợ sơn trong cuộc đụng độ, buộc Smith phải chuyển sang sử dụng súng của mình. Sau khi dựa trên các bức ảnh từ hiện trường vụ án cho thấy Gunn đang cầm một chiếc mũ trong tay, các công tố viên lập luận rằng Gunn không thể nhặt được bất kỳ cây sào nào. Một điều tra viên của bang cũng làm chứng rằng người ta không tìm thấy bất cứ dấu vân tay nào của Gunn trên cây sào. Họ cũng nhấn mạnh rằng Smith đã đưa ra những lời tường thuật khác nhau về vụ đụng độ giữa thời gian vụ nổ súng và vụ xét xử diễn ra. Smith đã không bật camera bí mật hoặc camera hành trình của mình trước cuộc đụng độ, vì vậy một số chi tiết của vụ việc vẫn còn mập mờ.
Vào ngày 22 tháng 11 năm 2019, bồi thẩm đoàn đã kết án Smith tội ít nghiêm trọng hơn là ngộ sát. Sau phán quyết, Franklin, anh trai của Gunn nói rằng: "Họ đã giao vụ án này cho một quận rất chi là bảo thủ, và tôi mong đợi một kết cục khác hơn... Nhưng tôi tin rằng chúng ta đã thấy những điều tốt đẹp nhất của Alabama ngày hôm nay. Một con sâu làm rầu nồi canh đã bị loại bỏ." Ngày 29 tháng 1 năm 2020, Smith nhận bản án 14 năm tù giam. Sau đó, anh đã được tại ngoại vào tháng 3 năm 2020 trong lúc kháng cáo bản án.

## Tử vong bất đáng
Vào tháng 2 năm 2016, gia đình Gunn đã đệ đơn kiện thành phố Montgomery theo quyền tử vong bất đáng. Vụ kiện đã được giải quyết vào tháng 4 năm 2020.